# Finanční účetnictví
Finanční účetnictví je výkaz o vnějších finančních vazbách podniku (firmy) jako celku. Má poskytovat přesný a spolehlivý přehled o pasivech a aktivech podniku, o jeho (účetních) nákladech a výnosech a o hospodářském výsledku za období 12 po sobě následujících měsíců. Na rozdíl od manažerského účetnictví, určeného pro vlastní vedení firmy, finanční účetnictví slouží především vnějším uživatelům a partnerům, jako jsou banky, akcionáři, finanční úřad, pojišťovna a podobně a má jim podávat obraz o finanční situaci podniku. Vzhledem ke svému významu pro celek hospodářství je finanční účetnictví řízeno zákony a nařízením ministerstva financí.

## Právní úprava v ČR
Současný český účetní legislativní rámec pro podnikatele tvoří:
1. základní normy:
- Zákon 563/1991 Sb. o účetnictví (dále jen ZU),
- Vyhláška 500/2002 Sb., kterou se provádějí některá ustanovení zákona 563/1991 Sb., o účetnictví, ve znění pozdějších předpisů, pro účetní jednotky, které jsou podnikateli účtujícími v soustavě podvojného účetnictví (dále jen V500) a
- České účetní standardy pro podnikatele.

2. další předpisy:
- Vyhláška 501/2002 Sb., kterou se provádějí některá ustanovení zákona 563/1991 Sb., o účetnictví, ve znění pozdějších předpisů, pro účetní jednotky, které jsou finančními institucemi,
- České účetní standardy pro finanční instituce,
- Zákon 586/1992 Sb. o daních z příjmů (dále jen ZDP),
- Zákon 593/1992 Sb. o rezervách pro zjištění základu daně z příjmů (dále jen ZoR), a
- Zákon 513/1991 Sb., obchodní zákoník (dále jen ObchZ).

## Pojmy
Účetní jednotkou se rozumí subjekt, který je povinen vést účetnictví zachycující veškerou jeho hospodářskou činnost. Těmto subjektům ZU stanoví, v souladu s právem Evropských společenství, rozsah a způsob vedení účetnictví a požadavky na jeho průkaznost. Účetní jednotky jsou přesně vyjmenované v § 1 odst. 2 ZU a jsou jimi:
- právnické osoby, které mají sídlo na území České republiky,
- zahraniční osoby, pokud na území České republiky podnikají nebo provozují jinou činnost podle zvláštního právního předpisu
- organizační složky státu podle zvláštního předpisu,
- fyzické osoby, které jsou jako podnikatelé zapsány v obchodním rejstříku,
- ostatní fyzické osoby, které jsou podnikateli, pokud jejich obrat podle zákona o dani z přidané hodnoty včetně zdanitelných plnění osvobozených od této daně přesáhl za bezprostředně předcházející kalendářní rok částku 25 000 000 Kč, a to od prvního dne kalendářního roku; do obratu se nezapočítávají příjmy z činnosti, která vykazuje všechny znaky podnikání, kromě toho znaku, že je prováděná podnikatelem,
- ostatní fyzické osoby, které vedou účetnictví na základě svého rozhodnutí,
- ostatní fyzické osoby, které jsou podnikateli a jsou účastníky sdružení bez právní subjektivity podle zvláštního předpisu (občanský zákoník), pokud alespoň jeden z účastníků tohoto sdružení je osobou uvedenou v písmenech a) až f), nebo
- ostatní fyzické osoby, kterým povinnost vedení účetnictví ukládá zvláštní právní předpis.

§ 2 ZU účetním jednotkám ukládá povinnost účtovat o předmětu účetnictví, tj. účtovat o stavu a pohybu majetku a jiných aktiv, závazků a jiných pasiv, dále o nákladech a výnosech a o výsledku hospodaření. Vymezení těchto pojmů však zákon nevysvětluje, odkazuje na prováděcí vyhlášky. O předmětu účetnictví účetní jednotky účtují podvojnými zápisy, a to do období, s nímž tyto skutečnosti časově a věcně souvisí (tzv. akruální báze). V § 3 ZU je také přesně vymezen okamžik vzniku a zániku této povinnosti.
Účetním obdobím je dle § 3 ZU nepřetržitě po sobě jdoucích dvanáct měsíců. Buď se shoduje s kalendářním rokem, nebo je hospodářským rokem (může začínat pouze prvním dnem jiného měsíce než je leden). Hospodářský rok lze uplatnit pouze po oznámení záměru změnit účetní období místně příslušnému správci daně z příjmů nejméně 3 měsíce před plánovanou změnou, jinak účetní období zůstává nezměněno. Uplatnění hospodářského roku se tak proti dřívějšímu znění tohoto ustanovení změnil na pouhou oznamovací povinnost.

## Požadavky
Účetní jednotky musí při vedení účetnictví dodržovat směrnou účtovou osnovu (§ 14 ZU). Na základě směrné účtové osnovy musí účetní jednotka vypracovat svůj účtový rozvrh, v němž jsou uvedeny veškeré účty, které účetní jednotka ve sledovaném období používá. Účtový rozvrh má pak povahu účetní směrnice, kterou je třeba neustále aktualizovat. 

V ZU je definována povinnost vést účetnictví jednak v tuzemské měně, tj. v českých korunách (§ 4 odst. 12 ZU) a dále povinnost používat český jazyk (§ 4 odst. 13 ZU). Za předpokladu, že účetní jednotka obchoduje se zahraničím, je zřejmé, že její pohledávky a závazky (ale event. i peněžní prostředky) mohou být denominovány v jiné měně. V tu chvíli musí účetní jednotka tyto evidovat jak v měně tuzemské, tak v této cizí měně.
V souladu s § 7 ZU jsou účetní jednotky povinny vést účetnictví tak, aby účetní závěrka sestavená na jeho základě podávala věrný a poctivý obraz o předmětu účetnictví a finanční situaci účetní jednotky. Zákon pokládá zobrazení za věrné, jestliže obsah položek účetní závěrky odpovídá skutečnému stavu, který je přitom zobrazen v souladu s účetními metodami, jejichž použití je účetní jednotka uloženo na základě tohoto zákona.
Za poctivé je považováno zobrazení, při němž jsou použity účetní metody způsobem, který vede k dosažení věrnosti. Zákon umožňuje odchýlení se od těchto účetních metod, pokud by to bylo neslučitelné s podáním věrného a poctivého obrazu.

Další účetní zásady uvedené přímo v § 7 odst. 3, 4 a 6 jsou předpoklad nepřetržitého trvání podniku, zásada přednosti obsahu před formou, zásada konzistence, zákaz kompenzace a informační povinnost ve vztahu k příloze účetní závěrky.

Dále jsou v § 8 ZU stanoveny kvalitativní požadavky na vedení účetnictví, což znamená vést účetnictví správné, úplné, průkazné, srozumitelné, přehledné a způsobem zaručujícím trvalost účetních záznamů.

## Rozsah
Zákon stanovuje dvojí rozsah vedení účetnictví – plný a zjednodušený.
Účetnictví ve zjednodušeném rozsahu mohou vést pouze následující účetní jednotky (viz § 9 odst. 3 ZU):
- fyzické osoby, které nemají povinnost mít účetní závěrku ověřenu auditorem,
- občanská sdružení, jejich organizační jednotky, které mají právní subjektivitu,
- církve a náboženské společnosti nebo církevní instituce, které jsou právnickou osobou evidovanou podle zákona upravujícího postavení církví a náboženských společností,
- obecně prospěšné společnosti,
- honební společenstva,
- nadační fondy,
- společenství vlastníků bytových jednotek,
- bytová družstva, která nemají povinnost mít účetní závěrku ověřenu auditorem,

družstva, která jsou založena výhradně za účelem zajišťování hospodářských, sociálních či jiných potřeb svých členů,
- územní samosprávné celky a dobrovolné svazky obcí,
- příspěvkové organizace, u nichž o tom rozhodne jejich zřizovatel,
- další účetní jednotky, u nichž to umožňuje zvláštní právní předpis.

Ostatní účetní jednotky musí vést účetnictví v plném rozsahu.
Při vedení účetnictví ve zjednodušeném rozsahu (§ 13a ZU) může účetní jednotka používat účtový rozvrh sestavený pouze na úrovni účtových skupin a v jedné knize spojit účtování v deníku s účtováním v hlavní knize. Dále v tomto případě účetní jednotka nemusí používat podrozvahové účty. Z toho vyplývá i zjednodušený rozsah účetní závěrky. Taktéž se nepoužívají některé účetní metody, které by vyjmenované účetní jednotky mohly nepřiměřeně zatěžovat (zejm. účtování o vybraných rezervách, opravných položkách, či oceňování reálnou hodnotou).  